# Милован Јовановић
Милован Јовановић (22. март 1938 — 4. октобар 2016) био је српски математичар и писац.

## Биографија
Годинама бавио се научноистраживачким радом, а нарочито проблемима оптимизације и њиховом практичном применом. Објавио је неколико научних и стручних радова из области примењене математике. Једно време предавао је на факултету.
Бављење биоенергетиком, радиестезијом, психотерапијом, регресотерапијом... било је у почетку мањег обима и упоредо с науком, да би се касније потпуно посветио исцелитељству, писању, држању вежби, предавањима и семинарима из домена духовних спознаја. Регресије је користио и као начин за откривање и нивелисање неких неразрешених траума из детињства или прошлих живота.
О овоме има детаљније у ранијим радовима и књигама где се, између осталог, могу наћи и потврђени примери коректног сагледавања (кроз прогресију) будућих догађаја, што је радио први у свету.
Написао је осам књига и на десетине чланака, одржао на стотине семинара, кружока и предавања. Аутор је Јантре – система вежби и праксе сачињене од више нивоа, а с циљем постизања духовног уздизања, проширења свести и просветљења.

## Књиге[4]
- Осма књига: Повратак богиње, Београд, Добра књига, 2016.[5]
- Седма књига: Водич кроз живот – друго допуњено и проширено издање, Београд, Добра књига, 2014.[6]
- Седма књига: Водич у будућност, Београд, Добра књига, 2009.[7]
- Крај игре, Вараждин, Станек, 2009.
- Крај игре – треће допуњено издање, Београд, Добра књига, 2009.[8]
- Крај игре – друго проширено и допуњено издање, Београд, Добар наслов, 2008.[9]
- Крај игре, Београд, Данграф, 2005.[10]
- Путници: Регресије и прогресије, Београд, Добра књига, 2009.[11]
- Путници: Кроз прошлост и будућност, Београд, Добар наслов, 2008.[12]
- Путници, Београд, Мрљеш, 2003.[13]
- Печат на леду, Београд, Досије, 1998.[14]
- Онтолошке приче: Са путовања у онострано, Београд, ММ центар, Карма центар, 1995.[15]
- Семе космичког знања – друга књига, Београд, ММ центар, 1993.[16]
- Семе космичког знања – прва књига, Београд, Стручна књига, 1993.[17]

## Чланци[18]
- „Време не постоји, све је истовремено и сада”, Данас, 9. новембар 2016.[19]
- „Реинкарнација”, Кроз простор-време, 6. август 2015.[20]
- „Шта се стварно догађа после смрти”, Кроз простор-време, 30. новембар 2015.[21]
- „Талас је доказ да океан постоји”, Данас, 18. јул 2014.[22]
- „Желите све, ништа не очекујте”, Треће око, Број 594[23]
- „Страх од протицања времена”, Данас, 5. април. 2010.[24]
- „Долази време спиритуалног натурализма” (интервју), Треће око, Број 515[25]
- „Мењај себе”, Треће око, Број 505[26]
- „Љубав је најбољи штит”, Треће око, Број 504[27]
- „Време је за буђење”, Треће око, Број 502[28]
- „Упалите светла истине”, Треће око, Број 501[29]
- „Будућност зависи од нас” (интервју), Треће око, специјално издање, 2009.[30]
- „Ђаволи и демони не постоје” (интервју), Треће око, Број 492[31]
- „Реинкарнација је божји дар” (интервју), Треће око, Број 485[32]
- „Тесла и Микеланђело поново међу нама” (интервју), Треће око, Број 483[33]
- „Живим 67. живот”, Глас јавности, 12. јун 2008.[34]
- „Душа се сели, човек је бесмртан”, Данас, 31. мај 2008.[35]

## Научни радови[36]
- Одређивање положаја и контурних тачака вишеструке млазнице жироскопски стабилисаних ракета, Научно-технички преглед, год. XXXI, Војнотехнички институт, Београд, 1981.
- Изотензоидне коморе Р.М. од композита, Живота Костић, Милован Јовановић и Славко Дивац, Војнотехнички институт, Београд, 1980.
- Један прилаз проблему израчунавања основних параметара пуњења ракетног мотора на чвртсто гориво са каналом у облику звезде, Милован Јовановић и Славко Дивац, Научно-технички преглед, год. XXVIII, Војнотехнички институт, Београд, 1978.
- Израчунавање тежине, тежишта и момента инерције ракетног пројектила, Славко Дивац, Милован Јовановић и Славко Ступар, Научно-технички преглед, год. XXVII, Војнотехнички институт, Београд, 1977.
- , Јован Петрић, Милован Јовановић и Србислав Стаматовић, Математички весник, 9(24), Св. 4, страна 325-332, Београд, 1972.
- Алгоритам за симултано одређивање свих корена алгебарских полинома, Јован Петрић, Милован Јовановић и Србислав Стаматовић, Научно-технички преглед, год. XXI, Институт за научно-техничку документацију и информације, Београд, 1971.